# Color*Iz
Color*Iz – debiutancki minialbum koreańsko-japońskiej grupy Iz*One, wydany 29 października 2018 roku przez wytwórnię Off the Record Entertainment. Płytę promował singel „La Vie en Rose”.

## Lista utworów
| CD | CD                                    | CD                                                                         | CD                                                          | CD                                                          | CD      |
| Nr | Tytuł utworu                          | Tekst                                                                      | Kompozycja                                                  | Aranżacja                                                   | Długość |
| -- | ------------------------------------- | -------------------------------------------------------------------------- | ----------------------------------------------------------- | ----------------------------------------------------------- | ------- |
| 1. | „Colors” (kor. 아름다운 색)           | Tenzo, Kebee, Fixman                                                       | Choi Jae-sung (Tenzo), Fixman                               | Choi Jae-sung (Tenzo), Fixman, Muna                         | 3:38    |
| 2. | „O' My!”                              | Hidden Sound (HSND), Han Kang (HSND), Shin Jae-young (HSND), Jo Yoon-kyung | Hidden Sound (HSND), Han Kang (HSND), Shin Jae-young (HSND) | Hidden Sound (HSND), Han Kang (HSND), Shin Jae-young (HSND) | 3:23    |
| 3. | „La Vie en Rose” (kor. 라비앙로즈)    | MosPick                                                                    | MosPick                                                     | MosPick                                                     | 3:39    |
| 4. | „Memory” (kor. 비밀의 시간)           | Boombastic                                                                 | Boombastic                                                  | Boombastic                                                  | 3:23    |
| 5. | „We Together” (Iz*One ver)            | Baekgom, Bbaekkom                                                          | Baekgom, Park Ki-tae (Prismfilter)                          | Park Ki-tae (Prismfilter)                                   | 3:46    |
| 6. | „Suki ni Nacchau Darō?” (Iz*One ver.) | Yasushi Akimoto                                                            | Hayakawa Hirotaka, Belex                                    | Hayakawa Hirotaka, Belex                                    | 4:09    |
| 7. | „Yume wo Miteiru Aida” (Iz*One ver.)  | Yasushi Akimoto                                                            | Iggy, Yong-bae                                              | Iggy, Yong-bae                                              | 3:29    |
| 8. | „Pick Me” (Iz*One ver.), (CD Only)    | Produce 48                                                                 | Flow Blow, airair, Louise Frick Sveen                       | Flow Blow, airair                                           | 4:39    |

## Notowania
| Lista                                 | Pozycja |
| ------------------------------------- | ------- |
| South Korean Albums (Circle)          | 2       |
| Japanese Albums (Oricon)              | 1       |
| Japanese Hot Albums (Billboard Japan) | 3       |
| US World Albums (Billboard)           | 9       |

## Nagrody w programach muzycznych
| Program            | Data              | Źródło |
| ------------------ | ----------------- | ------ |
| M Countdown (Mnet) | 8 listopada 2018  | [ 6 ]  |
| The Show (SBS MTV) | 13 listopada 2018 | [ 7 ]  |
| The Show (SBS MTV) | 20 listopada 2018 | [ 8 ]  |

## Sprzedaż
| Kraj             | Sprzedaż |
| ---------------- | -------- |
| Korea Południowa | 252 717+ |